# 中川衛
中川 衛（なかがわ まもる、1947年6月5日 - ）は、工芸家。彫金の重要無形文化財保持者（人間国宝）。

## 概要
大学ではデザインを学び、デザイナーとして世に出るも、数年後に金沢へ帰郷。27歳の時に加賀象嵌の魅力に触れ、それまで全く経験のなかった金工の道へと進むという異色の経歴の持ち主。
現在は出身校である金沢美術工芸大学工芸科教授として後進の指導にも力を注いでいる。

## 略歴
- 1947年 - 石川県金沢市生まれ。
- 1971年 - 金沢美術工芸大学産業美術学科卒業、同年松下電工入社。
- 1974年 - 松下電工を退社し、高橋介州に師事。デザイナーから工芸家へと転身。
- 1979年 - 日本伝統工芸展初入選。
- 1996年 - 金沢美術工芸大学教授に就任。
- 2004年 - 重要無形文化財保持者（人間国宝）認定。
- 2006年 - 中日文化賞受賞[3]。
- 2009年 - 紫綬褒章受章[4]。
- 2018年 - 瑞宝中綬章受章[5]。